# Cutia
Cutia es un género de aves paseriformes de la familia Leiothrichidae. Sus miembros se encuentran en los bosques del sur y sureste de Asia. El nombre del género deriva del término nepalí khatya o khutya que es el nombre local para la especie tipo, la cutia nepalesa.
Originalmente, este género contenía una sola especie, C. nipalensis, pero actualmente contiene dos:
- Cutia nipalensis - cutia nepalesa;
- Cutia legalleni - cutia vietnamita.